# ChessBase
ChessBase GmbH est une société allemande spécialisée dans l'édition de programmes d'échecs, fondée à Hambourg en 1985 par Frederic Friedel et Matthias Wüllenweber.
ChessBase commercialise des programmes d'échecs, des logiciels de gestion de bases de données de parties d'échecs, gère un site web d'actualité des échecs ainsi qu'un site de jeu en ligne. Avec son principal concurrent, Convekta qui produit le logiciel Chess Assistant, et l'Informateur d'échecs, ChessBase a profondément modifié la façon dont les échecs sont étudiés, en mettant à disposition des joueurs des bases de données de parties qui permettent des analyses qui auraient été autrefois impossibles à réaliser,.
Les bases de données permettent le regroupement des coups joués dans une position déterminée, les moteurs d'échecs permettent des analyses, mettant en lumière des erreurs commises ou, via des tables de finales, de déterminer avec certitude les meilleurs coups dans certaines positions de finale avec peu de matériel,.

## La société
ChessBase GmbH est le nom de la société qui commercialise les logiciels et d'autres programmes liés au jeu d'échecs. ChessBaseUSA commercialise les produits aux États-Unis, et certains y sont produits en partenariat avec Viva Media.
La société héberge une base de données en ligne de 6,8 millions de parties dans sa version "Mega 2017". En 2008, elle en contenait 4,2 millions. La base de données est disponible en ligne ou par téléchargement via des programmes de la société (pour environ 160 euros en 2017).

## Utilisation dissimulée de StockFish et procès
Les développeurs du programme libre StockFish sont en procès contre ChessBase. « Nous nous sommes rendu compte que ChessBase a caché à ses clients que Stockfish est la véritable origine de parties clés de leurs produits. [...] Peu de clients savent qu'ils ont obtenu une version modifiée de Stockfish lorsqu'ils ont payé pour Fat Fritz 2 ou Houdini 6 - deux dérivés de Stockfish - et ils ont donc de bonnes raisons d'être mécontents. ChessBase a violé à plusieurs reprises les obligations centrales de la GPL, qui garantit que l'utilisateur du logiciel est informé de ses droits. » À la suite de procès, les DVD Fat Fritz 2 et le logiciel Houdini 6 ont cessé d'être commercialisé. Toutefois, « en raison des violations répétées de la licence par ChessBase, les principaux développeurs de Stockfish ont résilié définitivement leur licence GPL avec ChessBase », néanmoins « ChessBase ignore le fait qu'ils n'ont plus le droit de distribuer Stockfish, modifié ou non, dans le cadre de leurs produits. »

## La base de données
ChessBase 14 est un logiciel de gestion de base de données populaire, qui permet le stockage et la recherche dans des parties d'échecs. ChessBase utilise un format propriétaire pour le stockage des parties, mais peut faire usage du format standard PGN, à la fois en importation et en exportation.
Le logiciel permet la recherche dans des parties, à partir de positions ou en fonction des joueurs, des ouvertures, des motifs tactiques ou stratégiques, des déséquilibres matériels et des caractéristiques de la position. Le logiciel intègre aussi des moteurs tels que Fritz, Shredder, Junior (tous commercialisés par ChessBase) et aussi d'autres moteurs non commerciaux comme Crafty du Professeur Robert Hyatt, Comet et Anaconda.
ChessBase fournit aussi une version gratuite de son programme, ChessBase Light 2007. Cette version gratuite est en réalité une version allégée de ChessBase 9 avec une limite de 32 000 parties par base de données, soit bien trop peu pour l'utilisation de la base de 1 000 000 de parties qui est fournie avec Fritz, et a fortiori d'une base de données plus complète comme la ChessBase Mega (environ trois millions de parties), mais la version light est suffisante pour gérer des propres parties et traiter des sélections spécialisées, comme l'édition hebdomadaire de The Week in Chess. Elle inclut aussi Fritz 6 comme moteur d'analyse.
ChessBase Reader 2017 remplace ChessBase Reader 2013. Cette version gratuite permet la lecture de bases de parties (au format standard PGN et dans les formats propriétaires ChessBase), ainsi que des vidéos d'entrainement ChessBase, de plus elle n'est plus limitée à 32 000 parties.

## Les moteurs d'échecs
ChessBase commercialise aussi la famille de moteurs d'échecs Fritz (Shredder, HIARCS, Junior, Chess Tiger, NIMZO, et Zap!Chess) ainsi que leur interface graphique intégrée (et standardisée pour la famille des moteurs). Certains de ces moteurs sont aussi vendus séparément pour Mac OS X indépendamment de ChessBase.

## Le jeu en ligne
ChessBase possède le serveur Playchess, un site de jeu d'échecs en ligne situé en Europe. C'est le rival de l'Internet Chess Club et du site gratuit FICS. L'accès au site peut se faire via Fritz ou un autre logiciel de la société. Avec l'achat d'un programme, les clients obtiennent un accès au site d'une durée d'un an. Il est aussi possible de télécharger une interface spécialisée pour l'accès au site et d'accéder au site gratuitement en tant que guest (invité temporaire) avec des fonctionnalités réduites.

## Le site d'actualités
ChessBase gère aussi le site web ChessBase News qui reprend les événements de l'actualité internationale des échecs et fait figure de référence. Il est disponible en anglais, espagnol et en allemand.

## Autres publications
ChessBase édite aussi de nombreux CD ou DVD sur les échecs, y compris des monographies sur des joueurs célèbres, sur des exercices tactiques, ou l'entraînement sur des ouvertures déterminées.
ChessBase publie aussi ChessBase Magazine six fois par an, qui est accompagné d'un DVD et contient des informations d'actualité, des articles concernant des développements récents en matière d'ouvertures, des mises à jour de la base de données avec des parties commentées, etc.
Le magazine est conçu pour l'accès avec les logiciels de gestion de base de données de ChessBase, mais il est souvent accompagné d'une version de ChessBase Light qui est plus récente que celle disponible sur le site.